# Mystia
『mystia』（ミスティア）とは、モバイル&ゲームスタジオが開発しジー・モードより配信された携帯電話向けのRPG、およびシリーズ名である。

## 配信歴
『mystia』は2002年9月2日にJ-PHONE用アプリ販売サイト「ゲームマーケット」の「100円RPGシリーズ」の第1弾として配信され、わずか一か月で10万ダウンロードを記録した。2004年9月1日にはグラフィックやシステムの向上を図った「ハイクオリティーバージョン」もボーダフォン向けに発売、2005年5月1日にはau端末向けにも発売された。
『mystia』ハイクオリティーバージョンの配信と同日には続編となる『mystia2』の前編・後編がボーダフォン向けに発売、その後NTTドコモとauの端末向けにもそれぞれ2005年1月7日・7月1日に発売された。また、同年12月14日には、前編・後編を一つにまとめイベントグラフィックやおまけシナリオを追加した「完全版」がボーダフォン向けに発売された。
2006年3月15日にはシリーズ3作目『mystia3』がボーダフォン向けに配信、2007年11月26日にはNTTドコモ向けにも配信された。
ジー・モードがフィーチャーフォン用ソフトを移植するシリーズ「G-MODEアーカイブス」の作品として、第14弾『mystia』が2020年9月3日に、第38弾『mystia2』が2021年9月16日に、第56弾『mystia3』が2025年6月5日にNintendo Switchで配信された。

## あらすじ

### mystia
メインキャラ：ミーナ
舞台は北ミスティアと南ミスティアの中間に位置する国境の村。その村に住む魔法剣士の少女ミーナが、村の危機を救う物語。村の生命線である川の水が、突如枯れてしまった。いつもなら、村1番の魔法使いにして村長の娘であるルクミニが調査にでるのだが、放浪癖の彼女は数週間前から行方不明に。そこで村長は、娘の親友であり、同等の力をもつミーナに調査を依頼する。原因を突き止めるべく、ミーナは川の上流の谷へ。そこでミーナが見たのは、川をせき止める巨大な氷の壁だった。

### mystia2
メインキャラ：レン、ルクミニ
舞台は南ミスティアと前作の国境の村。国境の村で起こった事件より1年。南ミスティアの西の漁村に一人の剣士が降り立った。キュベリアから来たレンと名乗る剣士、彼の目的はミスティア大陸の伝説にある王の剣を探し出し、国に持ち帰る事。同じ頃、火の神が祭られている神殿に一人の少女が訪れた。少女の名はルクミニ。彼女は火の神を説得の末、自分の身体に宿し、自らが火の神となることに成功する。しかし、時を同じくして、政情が悪化した南ミスティア国が、北ミスティア国に攻め入るため伝説の「王の剣」と、神々を操るとされる「威光の石」を探し始める。様々な思惑が絡み合う「王の剣」をめぐる物語が始まる。

### mystia3
メインキャラ：ヴィマル、ガウリ
舞台はミスティア大陸全土。かつて、大陸全土を巻き込んだ人間と魔族との壮絶な戦争の物語。北ミスティア国の王ラクシュマンは、長引く魔族との戦争に終止符を打つべく、2人の人物を招集する。北ミスティア国境警備隊隊長ヴィマルと1級魔導師にしてアプサラスの末裔ガウリ。王は、2人に伝説の王の剣を探し出し、魔王を討つよう命ずるのだった。mystia1,2で語られた魔族との戦争、ミーナの両親、そして王の剣をめぐる悲しき物語の最終章。

## 登場人物

### 主要登場人物
ミーナ（mystia,mystia2,mystia3）
国境の村に住む少女。魔法戦士協会所属。母親ゆずりの栗色の髪をした魔法剣士。半神族アプサラスの血をひく最後のアプサラス。
ルクミニ（mystia,mystia2,mystia3）
国境の村に住む少女。魔法戦士協会所属。勝気な性格で放浪癖あり。村で1番の実力をもつ魔導師。ミーナとは幼い頃からの親友であり、ライバルでもある。
レン（mystia2）
キュベリア出身の剣士。キュベリアの王族で、とある任務によりミスティア大陸を訪れた。故郷に息子がいる。
アイネル（mystia2）
キュベリア出身の学者。現在は南ミスティアで古代遺跡の発掘と調査を行っている。
ルスラン（mystia2）
キュベリア出身の傭兵。お調子者だが顔が広く、南ミスティア兵にも顔が利く。
ラヴィ（mystia2）
南ミスティア国の王子。継承権第2位。可愛い女の子が大好きで、見かければ即声をかける（ナンパとも言う）が、ネフェレトには頭が上がらない。
ネフェレト（mystia2）
南ミスティア国王族側室の女性の娘。ラヴィと仲が良く、常に彼の後を付いて回る。というよりお目付役？
ヴィマル（mystia3）
国境の村に住む北ミスティアの兵士。北ミスティア国境警備隊隊長。人間でありながら水と空気の精アプサラスと結婚した。ミーナの父親。
ガウリ（mystia3）
国境の村に住む水と空気の精アプサラス。魔法戦士協会所属にしており唯一の一級魔導師。ヴィマルの妻であり、娘が一人できたばかりでミーナと名付けた。
ミュー（mystia3）
ミュー人の祖と言われているミスティア大陸全土の長老。深い知識の持ち主であり、そのために魔族に住居を包囲され軟禁状態になっている。
アミタ（mystia3）
北ミスティア国の王女。国王の第1位継承権を持つが、熱砂の神として生まれてしまったため、北ミスティア国王の悩みの種に。幼いながら気の強い性格。
ラーフル（mystia3）
北ミスティア国の王女付きの執事。幼い頃から仕えている。強靭な体を持ち、戦術にも長けている。氷の魔力も多少使用できる。
ルーナ（mystia3）
魔族。魔王の側近を務めており、多くの魔族を指揮している。しかし多大な魔族の犠牲を払う魔王の方針を良く思っておらず、解決策を探している。
アシーム（mystia3）
岩の街に住む少年。幼い頃、砂嵐が激しい砂漠で両親を亡くしたため、その大元の熱砂の神であるアミタを憎んでいる。

### その他の登場人物
プレマ（ミーナのおばさん）（mystia,mystia2,mystia3）
ヴィマルの妹。以前は北の都に住んでいたが兄夫婦の出産をきっかけに村へ戻る。両親亡き後、一人でミーナを育てていった。
マハヴィル（村長）（mystia,mystia2,mystia3）
国境の村の村長でルクミニの父親。娘の奔放さに呆れてはいるが、もう諦めている様子。
リラヴァティ（mystia3）
ルクミニの母親。身体の弱さもあり、ルクミニが生まれた後しばらくしてこの世を去る。魔導師だった。
ジェイ（mystia,mystia2,mystia3）
魔導士教会所属の老魔導士。ミーナとルクミニの魔法の師匠でもある。
モーハン（mystia,mystia2,mystia3）
北ミスティア国境の村の住人
マハトマー（mystia,mystia2,mystia3）
北ミスティア国境の村の住人
シャクティ（mystia,mystia2,mystia3）
北ミスティア国境の村の住人
カーンティ（mystia,mystia2,mystia3）
北ミスティア国境の村の住人
アニル（mystia,mystia2）
北ミスティア国境の村の住人
デヴィ（mystia,mystia2）
北ミスティア国境の村の住人
クマル（mystia,mystia2）
北ミスティア国境の村の住人
ラクシュマン（mystia3）
北ミスティア国の国王で、アミタの父親。
ハリー（mystia3）
北ミスティア国境の村の住人
リティカ（mystia3）
北ミスティア国境の村の住人
ラル（mystia3）
北ミスティア国境の村の住人
ヤシュパル（mystia2,mystia3）
南ミスティア国の将軍。元は南ミスティア国境警備隊隊長。
黒竜王（mystia,mystia2,mystia3）
国境の草原に住まう竜。ガウリに頼まれ、あるものを守っている。
竜王タクシャカ（mystia3）

## メインスタッフ
- 長木一記（企画・プロデュース）
- 久我剛（プロデュース）
- 杉本よしあき（ディレクション・ゲームデザイン・シナリオ）
- 倉林健治（ディレクション・ゲームデザイン）
- 鈴木香織（キャラクターデザイン）
- 早坂匠（サウンド）